# 마이클 맨리
마이클 노먼 맨리(Michael Norman Manley, 1924년 12월 10일~1997년 3월 6일)는 자메이카의 정치인으로, 1972년~1980년, 1989년~1992년 자메이카의 제4, 6대 총리를 지냈다. 자메이카의 정치인이자 전 총리인 노먼 맨리(Norman Manley, 1893~1969)의 둘째 아들로, 1969년 아버지가 사망하기 몇 달 전에 자메이카 인민민족당(People's National Party)의 지도자가 되었다.